# محمد رضا شرف الدين
محمد رضا شرف الدين
شاعر وأديب من جبل عامل، عاش جلّ حياته في العراق وعمل في الصحافة والتدريس الجامعي، وتبوّأ مناصب في الملحقيات الثقافية والصحفية لبعض الدول العربية.

## ولادته ونشأته
ولد عام 1909 ميلادي، في مدينة صور في جبل عامل (جنوب لبنان)، والده المرجع الشيعي السيد عبد الحسين شرف الدين.
ولد مع بدايات الحرب العالمية الأولى، فعايش مآسيها وتجرّع من مرارتها.
قارع والده السيد عبد الحسين شرف الدين الانتداب الفرنسي فصدر بحقه حكم غيابي بالإعدام، فاضطر إلى الهرب خارج لبنان. فعاش محمد رضا مع إخوته بعيدين عن والدهم لمدة من الزمن.
وبعد انتهاء احرب واستقرار الأوضاع أُسقط الحكم عن أبيه فعاد إلى أسرته في مدينة صور.
في سن الثالثة عشر (1923 ميلادي) وبعدما أنهى دراسة بعض المقدمات على والده، قرّر الالتحاق بالحوزة العلمية بالنجف، فقصدها بعدما كان قد سبقه إليها أخوه الأكبر السيد محمد علي شرف الدين.
عاش فترة في النجف منكبا على الدرس حتى أصبح معروفا في مجالس الأدب التي كانت عامرة حينها، وقد اكتسب الجنسية العراقية وتزوج زواجه الأول الذي لم يكتب له الاستمرار.
وبعد انفصاله من الزواج الأول تزوّج بكريمة الشيخ عبد الحسين صادق (الجد)، وأنجب بنينا وبناتا.
في الثلاثينيات، قرر ترك الحوزة العلمية في النجف وغادرها إلى بغداد. شأنه في ذلك شأن العديد من رفاقه اللبنانيين أمثال حسين مروة وغيرهم.

## نشاطاته
في العام 1934 ميلادي، أصدر مسرحيته الشعرية (الحسين) وهي باكورة إنتاجه الفني، ونظم مسرحية شعرية أخرى بعنوان (قيس ولبنى) وكان لا يزال في الحوزة العلمية.
في العام 1935 انتقل إلى بغداد وأصدر مجلة (الديوان)، وقد توقفت عن الصدور بعد خمسة أعداد فقط وذلك لأسباب مادية.
في العام 1936 هاجر إلى السنغال بهدف العمل التجاري، ولكنه سرعان ما عاد إلى العراق وأعاد إصدار (الديوان) التي مالبثت أن توقفت عن الصدور مجددا.
بعدها اضطر إلانخراط في العمل الوظيفي، فعُيّن في العام 1939 ميلادي في ديوان رئاسة مجلس الأعيان.
في العام 1947 ميلادي انتقل إلى وزارة الخارجية كملحق صحفي في المفوضية العراقية بدمشق ثم طهران ثم جدة.
في العام 1950 ميلادي، أقصي عن الوظيفة وتم إسقاط الجنسية العراقية عن شقيقه بتهمة معارضة النظام الملكي.
في العام 1952 أعيد إلى الوظيفة إلى أوائل الستينيات.
في أوائل الستينيات أعيرت خدماته إلى الجامعة المغربية لمدة سنتين ثم الملحقية الثقافية في المغرب ومنها إلى بيروت، حيث عمل في الملحقية العراقية، وأثناء وجوده في بيروت أوقف عن العمل أيضًا وأحيل للتحقيق على أنه يعمل مع جماعة الملكية ضد النظام الثوري.

## شعره
صدر له ديوان أوزان السبيكة، جُمع فيه شعره وقد طبع عدة مرات.
نطق الشعر وهو في الثالثة عشرة من عمره، وهي السنة التي أرسل فيها مع أخيه صدر الدين وابن عمه إلى العراق للدراسة في النجف، ومن الطبيعي أن يكون شعره وجدانيًا، فيه الحنين المطلق والتوجع من الفراق، ويبدو أن الوجدانيات كانت الطابع العام حتى آخر العمر.
كذلك كان شعره مطبوعا بالثورة ضد التقسيم الفرنسي لسوريا، وبالهجوم على الحكومات العربية التي وقَّعت اتفاقية الهدنة وعلى الجامعة العربية.
كما لا يمكننا إهمال الجانب العاطفي، أو بالأحرى الغرامي في حياته، إذ هو التجسيد للعاطفة.
كما نجد في شعره مناصرة لحرية المرأة، إذ يقف في مسألة الحجاب والسفور التي أثيرت حولها الكثير من المماحكات حينها موقفا وسطيا فيقول:
```
 وكلاهما لم يفهما من ديننا  إلا الهوى وتأوّلا مردودا
```

## ما قيل فيه
يقول محمد علي الخاقاني وهو من زملائه، في كتابه (شعراء الغري):«هذا موجز لحياة إنسان عرفته منذ أن دخل النجف، ولازلت أعرفه معرفة حقه، فقد وهب من حسن السلوك ومماشاة الرجال باليقظة وسرعة الانتباه ما أفهم الجميع بشرفه ونبله، كما لم يختر الهجوم، أو إقحام نفسه في أمور لا تعنيه، أو لا تعود عليه بخير، وبهذا السلوك المتزن استطاع أن يربح أكثر أصدقائه الذين واصل السعي في الحرص عليهم. عرفت المترجم له معرفة لم تفقدني يوما واحدًا حبه واحترامه».
ثم يقول: «وعند وقوفي على مجموعة شعره، وجدت فيها ألوانًا من يقظة النفس كما وجدت فيها ألوانًا من الأدب الوجداني، وتصويره ووصفالغناء العراقي الشعبي والفصيح». انتهى
وقال فيه رفيقه ونسيبه السيد محمد صادق الصدر: «شاعر مجيد يطفح شعره بالرقة والعاطفة والشعور، وتطغى نفسه العلوية العالية على شعره، فتبعث فيه قوة ومضاء ويفيض عليه من قلبه الطاهر الرقة، ما يزيد نقاء وصفاء».
ويعرض السيد محمد صادق الصدر لنشاط محمد رضا شرف الدين مع أخيه وابن عمه خارج أوقات الدرس إذ يقصدون مجلس آل الصدر عصرًا حيث يكون خالهم السيد حسن الصدر وأولاد الخال والخالة من آل الصدر وياسين وهم من أساتذتهم فيقول: «فقد كان الطلاب، بحضور هؤلاء الأقطاب، تجري مذاكرتهم بمرأى منهم ومشهد، وقد كانوا يرون من هؤلاء الأعلام كل تشجيع وعناية، مما كان يحفزهم إلى التقدم والسير إلى الأمام». انتهى

## مؤلفاته
طبع له العديد من الكتب منها:
1. 14 يوما في المغرب
2. قيس ولبنى (مسرحية شعرية)
3. حبر على ورق
4. شعر وما أشبه
5. أوزان السبيكة
6. الحسين (رواية شعرية ومسرحية)
7. صور (وهو مجموع شعري)

## وفاته
توفي هو وشقيقه صدر الدين عام 1970 ميلادي. وكان أخر عمل شعري لمحمد رضا قصيدة رثاء لشقيقه صدر الدين وبعدها ببضعة أيام انتابه عارض قلبي، وأقيمت ذكرى أسبوعه مشتركًا مع ذكرى أربعين شقيقه.

## الوصلات الخارجية
ترجمة محمد رضا شرف الدين في معجم البابطين